# Gheorghe Arteni
Gheorghe Arteni a fost învățător în satul Văleni, comuna Băsești, județul Fălciu.
Gheorghe Arteni a fost directorul publicației „Glasul Nostru, foaie culturală cu informații și îndrumări pentru popor”, fondată de Societatea Culturală "Iulia A Zanne", cu redacția în satul Văleni, comuna Băsești, județul Fălciu, în perioada 1931-1937. Gheorghe Arteni a continuat activitatea de iluminare a poporului prin înființarea unei biblioteci sătești în Văleni în casa lui Nicu Badiu.
Adresându-se gospodarilor satelor, învățătorul Gheorghe Arterni credea că, astăzi, „a te îngriji numai de nevoile tale personale, a vedea numai până-n marginea intereselor ce le ai, e prea târziu” și voia „o viață mai înaltă, mai largă, mai frumoasă”.
Vorbindu-le agricultorilor, Ghiță Plugaru (probabil un pseudonim al lui Gh. Arteni) îi sfătuia să are și să-și însămânțeze pământul că, îi spusese lui G. Tutoveanu, prefectul de Tutova și poetul, că la moșia lui Ivanciu, mare proprietar local, care cumpără gunoiul și își îngrașă ogorul cu el, „grâul dsale a dat 150 de fire la un spic”, iar în Egipt sunt seșuri în care grâul dă și „câte 300 fire la un spic.”
Revista informa în primul său număr că poetul George Tutoveanu primise titlul de președinte de onoare al societății „Iuliu A. Zanne” din Băsești.